# GOING 2 DANCE/OPEN YOUR MIND
「GOING 2 DANCE / OPEN YOUR MIND」（ゴーイング・トゥ・ダンス／オープン・ユア・マインド）は、trfのデビューシングル。1993年2月25日にavex traxから発売された。

## 解説
シングルジャケットには「trf」「TK RAVE FACTORY」「TK レイブ ファクトリー」と、ユニット名が大きくデザインされている。本作にはtrfのメンバーの名前は全て記載されておらず、ジャケット裏に「SAM、KOO、北村夕起（YŪKI）等を強力フィーチャー」と記されている。
この時点での正式ユニット名は小文字のtrfであるが、シングルジャケットには「小室哲哉プロデュースNEW PROJECT “TRF” 始動」と、大文字のTRFの表記もある。

## 収録曲
| 全作曲・編曲: 小室哲哉。 |                                     |                |            |      |
| #                        | タイトル                            | 作詞           | 作曲・編曲 | 時間 |
| 1.                       | 「GOING 2 DANCE」                   | 小室哲哉・YŪKI | 小室哲哉   | 5:34 |
| 2.                       | 「OPEN YOUR MIND」                  | 小室哲哉       | 小室哲哉   | 5:05 |
| 3.                       | 「GOING 2 DANCE (ENGLISH VERSION)」 |                | 小室哲哉   | 5:36 |
| 合計時間:                | 合計時間:                           | 合計時間:      | 16:15      |      |

## 楽曲解説
1. GOING 2 DANCE
  - ヴォーカル・コーラスをYU-KI一人、何十テイクも重ねていった[1]。
  - コンセプトは「大都会で一人で独立して頑張っている女性」を表現[1]。
2. OPEN YOUR MIND
  - コンセプトは「開放的な広がりのあるリラクゼーションを体感させる」構成[1]。
  - メロディーと歌詞が同時進行で湧き上がり30分で作り上げた[1]。
  - ミュージックビデオの音源は大幅にアレンジが異なる。
3. GOING 2 DANCE (ENGLISH VERSION)
  - 本作のみ収録。
  - 本バージョンを先に制作した後に、日本語としてメロディに当てはまるよう意訳した[1]。

## クレジット
- Produced : 小室哲哉
- Synthesizer programming & Manipulating : 小室哲哉
- Mixed : Pete Hammond & Steve Hammond

GOING 2 DANCE
- Vocals & Rap : YŪKI

OPEN YOUR MIND
- Vocals : YŪKI, CHIHARU, ETSUKO, IZUMI
- Scratch : HIRO MATSUMOTO

## 収録アルバム
GOING 2 DANCE
- 『trf 〜THIS IS THE TRUTH〜』
- 『WORKS -THE BEST OF TRF-』
※ STARR GAZER MIXとして収録
- 『TRF 20TH Anniversary COMPLETE SINGLE BEST』

OPEN YOUR MIND
- 『trf 〜THIS IS THE TRUTH〜』